# Synagrops microlepis
Synagrops microlepis és una espècie de peix pertanyent a la família dels acropomàtids.
Es troba a l'oceà Atlàntic oriental: des de les costes de Gàmbia i Guinea fins al sud d'Angola
i, possiblement també, Walvis Bay (Namíbia).
És un peix marí i batipelàgic que viu entre 50 i 500 m de fondària sobre fons fangosos i entre les latituds 46°N-21°S i 19°W-15°E.
Pot arribar a fer 16,5 cm de llargària màxima. És de color marronós fosc al dors i més pàl·lid a la part inferior. Té 10 espines i 9 radis tous a l'aleta dorsal i 2 espines i 9 radis tous a l'anal.
Menja crustacis pelàgics (com ara eufausiacis, decàpodes i Mysida).
Al Senegal és depredat per Merluccius senegalensis.
És inofensiu per als humans.